# Onthophagus jeanneli
Onthophagus jeanneli là một loài bọ cánh cứng trong họ Bọ hung (Scarabaeidae).